# Bernt Wrange
Bernt Louis Wrange, född 31 mars 1919 i Danderyd, död 12 februari 2012, var en svensk arkitekt. Han var son till möbelarkitekten Gunnar Wrange.
Wrange utexaminerades från Kungliga Tekniska Högskolan i Stockholm 1943 och anställdes året därpå vid Flygförvaltningen. Därefter följde anställningar hos Folke Löfström i Stockholm 1944–1945, vid stadsarkitektkontoret i Göteborg 1945–1946, hos Brolid & Wallinder i Göteborg 1947–1948 och vid generalplanekontoret i Göteborg 1948–1949.
Han tjänstgjorde som stadsarkitekt i Lidköping 1949–1952, i Lindesberg, Nora, Hällefors, Kopparberg, Frövi, Fellingsbro, Linde, Ljusnarsberg, Näsby och Ramsberg (norra Örebro län) 1952–1956, i Lindesberg, Linde, Ljusnarsberg, Kopparberg, Fellingsbro och Ramsberg 1956–1965 och i Filipstads stad 1967–1969. Mellan 1969 och 1984 var han distriktsarkitekt i Örebro.
Wrange var även verksam som assistent i bostadsbyggnad vid Chalmers Tekniska Högskola i Göteborg 1946–1948 och som lärare vid Tekniska gymnasiet i Örebro 1965–1967.
År 1946 gifte han sig med Lizzie William-Olsson (1924–2015), dotter till arkitekten Tage William-Olsson och Aase Halvorsen. De fick fyra barn. Wrange är begravd på Danderyds kyrkogård.